# بالی‌کاسل، شهرستان انتریم
بالی‌کاسل، کانتی انتریم (به انگلیسی: Ballycastle, County Antrim) یک شهرک در بریتانیا است که در شهرستان انتریم واقع شده‌است. بالی‌کاسل ۵٬۰۸۹ نفر جمعیت دارد.